# Grass (film)
Pour les articles homonymes, voir Grass.
Pour plus de détails, voir Fiche technique et Distribution.
Grass (풀잎들 , Pulipdeul) est un film dramatique sud-coréen réalisé par Hong Sang-soo et sorti en 2018.

## Synopsis
A Séoul une jeune femme observe et écoute les clients d'un café, s'inspirant de leurs conversations pour son écriture,,.

## Fiche technique
- Titre : Grass
- Titre original : 풀잎들 , Pulipdeul
- Réalisation et scénario : Hong Sang-soo
- Photographie : Kim Hyung-ku
- Montage : Son Yeon-ji
- Musique : Andrew Orkin
- Décors :
- Costumes :
- Producteur : Hong Sang-soo
- Production : Jeonwonsa
- Distribution : Les Acacias
- Pays d'origine :  Corée du Sud
- Genre : Drame
- Durée : 66 minutes
- Dates de sortie :
  -  Allemagne : 16 février 2018 (Berlin)
  -  Corée du Sud : 
    - 5 octobre 2018 (Busan)
    - 25 octobre 2018 (en salles)

  -  États-Unis : 6 octobre 2018 (New York)
  -  France : 19 décembre 2018

## Distribution
- Kim Min-hee : la jeune femme au café
- Jeong Ji-yeong : Kyung-soo
- Kim Saebyuk : Ji-young
- Kwon Hae-hyo
- Gi Ju-bong : Chang-soo
- Seo Young-hwa : Sung-hwa
- Ahn Jae-hong : Hong-soo
- Gong Min-jeung : Mi-na
- Ahn Sun-young
- Shin Seok-ho
- Kim Myung-soo
- Lee Yoo-young

## Production
Le tournage a commencé le 7 septembre 2017 et s'est terminé le 21 septembre 2017.
Ce film est la sixième collaboration entre l'actrice Kim Min-hee et le réalisateur Hong Sang-soo.

## Accueil

### Critiques
Une bonne partie de la presse française s'est montrée élogieuse sur le film. Comme les Cahiers du Cinéma : « Grass frappe par son intensité », Le Monde : « Un film au noir et blanc épuré », ou encore Télérama : « Ce jeu d’échos et de reflets est éminemment troublant, drôle, parfois vertigineux. ». Le journaliste des Inrocks est un peu plus partagé : « virtuose et aride », écrit-il.
Par contre, Le Figaro émet l'un des avis les plus négatifs : « C'est en noir et blanc et heureusement court. Et comme souvent chez le cinéaste sud-coréen, ça boit beaucoup. Hélas, on n'échappe pas à la gueule de bois. ».